# زردویی
زردوئی، روان یا رواندهنده .روان زردوئی، روستایی از توابع بخش باینگان شهرستان پاوه در استان کرمانشاه ایران است.مردم زردویی بە زبان کردی سورانی تکلم می کنند.

## جمعیت
این روستا در دهستان ماکوان قرار دارد و براساس سرشماری مرکز آمار ایران در سال ۱۳۸۵، جمعیت آن ۱٬۰۷۸ نفر (۲۵۸خانوار) بوده‌است.

## اقتصاد
مردم روستاي زردويي اغلب باغدار هستند و با ايجاد باغ هاي پلكاني در دامنه كوه به پرورش انار و انجير كوهي مي پردازند.

## پیشینهٔ تاریخی
طبق یافته های باستان شناسان انسانهایی از گونه نئاندرتال پیش از 40 هزار سال پیش در پناهگاه های صخره ای مشرف به روستا می زیستند. این آثار سکونت که شامل دست افزار سنگی و استخوان حیوانات است مربوط به دوره پارینه سنگی میانی است.(ببینید) 
پیشینه روستای زردوئی حداقل به دوره تیموری بازمی گردد. یک قرآن خطی دستنویس مشهور به «قرآن بایِن» در روستای زردویی وجود دارد که با توجه به بررسیهای به عمل آمده و برابر نظر کارشناسان، این نسخه قرآن متعلق به دوره تیموریان است.از آنجا که به مرور زمان صفحاتی از آن‌ از بین رفته‌است، نام و نشان نویسنده و تاریخ نگارش آن‌ها به درستی معلوم نیست، قرآن باین اینک در مسجد جامع روستای زردوئی نگهداری می‌شود و همواره از سوی علاقه‌مندان مورد بازدید قرار می‌گیرد.
وجود مقبره «آما مِدران» که به روایتی برادر پیر میکائیل یا یکی از بزرگان دینی آن زمان بوده در روستای زردوئی، شاهدی بر قدمت زیاد روستا است.

## فرهنگ
هر ساله جشنواره انار و جشنواره‌هایی مانند آگر نوروز، چله تابستان و غیره در این روستا برگزار میشود. موزه میراث ناملموس ئاتورگه در خرداد سال 1400 به همت فریبرز عزیزی و حمایت اداره کل میراث‌ فرهنگی، گردشگری و صنایع‌ دستی استان کرمانشاه در روستای زردوئی گشایش یافت.(ببینید)